# Catherine Bell
Catherine Lisa Bell (Londres, 14 de agosto de 1968), mais conhecida como Catherine Bell, é uma atriz e modelo estadunidense. Britânica naturalizada como norte-americana, Bell nasceu no Reino Unido, filha de Mina, uma assistente de enfermagem, e Peter Bell um arquiteto, sua mãe é iraniana e seu pai é escocês. Ela também é conhecida por seus papéis como tenente-coronel Sarah MacKenzie na série de televisão JAG de 1997 a 2005, Denise Sherwood na série Army Wives de 2007 a 2013 e Cassandra "Cassie" Nightingale nos filmes e séries de televisão The Good Witch da Hallmark de 2008 a 2021.

## Início de vida
Catherine Lisa Bell nasceu em 14 de agosto de 1968 em Londres, filha de pai escocês, Peter Bell, e mãe iraniana, Mina Ezzati. Peter trabalhava como arquiteto contratado por uma empresa petrolífera no Irã; Mina viajou para Londres para estudar enfermagem. Os pais de Bell se divorciaram quando Catherine tinha dois anos. Ela foi criada pela mãe e pelos avós maternos. A família acabou se mudando para San Fernando Valley, na Califórnia, onde Bell foi exposto a diversas influências. A família falava persa em casa. Na adolescência, Catherine foi influenciada pelo ambiente da Califórnia: "Sou definitivamente uma Valley Girl. Eu era uma moleca. Gostava de andar de skate, jogar futebol e ir um pouco além dos limites". Catherine matriculou-se na Universidade da Califórnia em Los Angeles, onde considerou seguir carreira em medicina ou pesquisa. No entanto, quando lhe foi oferecido um emprego de modelo no Japão, onde os anunciantes valorizam a "beleza americana", ela desistiu durante o segundo ano.

## Carreira
Quando Bell voltou para os Estados Unidos, ela decidiu tentar atuar. Ela estudou no Beverly Hills Playhouse com Milton Katselas. Ela também trabalhou como massoterapeuta por oito anos no Peninsula Hotel, e seus clientes incluíam o cantor Peter Gabriel. O primeiro papel de Bell na televisão foi uma fala dita a Gabriel na curta sitcom de 1990, Sugar and Spice.
Entre seus primeiros papéis estava o dublê de Isabella Rossellini no filme de 1992, Death Becomes Her.
Em 1994, Bell estrelou o filme de Dolph Lundgren, Men of War. Durante as filmagens do filme na Tailândia, Bell e seu coestrela Trevor Goddard se uniram por causa da disenteria amebiana. Goddard interpretaria o interesse amoroso intermitente de Bell, Mic Brumby, no ano seguinte em JAG. Eles permaneceram amigos até a morte de Goddard por overdose de drogas em junho de 2003, um evento que o enlutado Bell descreveu como "horrível".
Em 1995, ela obteve um papel de três linhas em um episódio da série de TV da NBC JAG, que se centra no trabalho do escritório do Juiz Advogado Geral do Departamento da Marinha dos Estados Unidos. A NBC cancelou o programa e depois foi adquirido pela CBS, que reestruturou a série, incorporando uma personagem feminina advogada do Corpo de Fuzileiros Navais, Sarah MacKenzie. Bell fez o teste para esse papel e ganhou. Ela continuou neste papel até o final da série em 2005.
Começando em 2007, Bell estrelou a série dramática da Lifetime, Army Wives, como Denise Sherwood, esposa de um tenente-coronel do Exército dos Estados Unidos, que sofre violência doméstica nas mãos de seu filho adolescente durante a primeira temporada do programa.
Bell desempenhou o papel de Cassandra "Cassie" Nightingale, a personagem principal de The Good Witch (2008), da Hallmark, e suas sequências The Good Witch's Garden (2009), The Good Witch's Gift (2010), The Good Witch's Family (2011), The Good Witch's Charm (2012), The Good Witch's Destiny (2013) e The Good Witch's Wonder (2014). Ela também foi coprodutora executiva de todos os filmes. Ela também estrelou o filme Lifetime intitulado Last Man Standing (2011).
Em 2015, foi relatado que Bell estrelaria o filme Love Finds Its Way, que começaria a ser filmado em 2016. A produção do filme começou em março de 2017, com Vancouver como local de filmagem, e 9 de julho de 2017 como data de estreia do filme no Hallmark Channel.
Em 2 de abril de 2019, a CBS anunciou que Bell reprisaria seu papel em JAG de Sarah "Mac" MacKenzie ao lado do ex-coestrela David James Elliott para um arco de vários episódios na décima temporada de NCIS: Los Angeles.
Em 2022, Bell estrelou o filme Jailbreak Lovers da Lifetime como parte de seu longa-metragem "Ripped from the Headlines", que conta a história de como Toby Dorr tirou o preso John Manard da prisão em uma casinha de cachorro, o que gerou uma caçada humana.

## Vida pessoal
Bell é fluente em persa e inglês. Ela gosta de motociclismo, esqui, snowboard e kickboxing. Seus hobbies incluem costurar cruz e fazer modelos de carros, o que ela faz desde os oito anos.
Durante a greve do Writers Guild of America de 2007-2008, Bell teve aulas de voo em um Cirrus SR22.
Bell conheceu o ator-assistente de produção Adam Beason no set do filme de 1992, Death Becomes Her. Eles se casaram em 8 de maio de 1994. Eles têm dois filhos. Eles moravam em uma minimansão em estilo toscano de quase 5 700 pés quadrados (530 metros quadrados) em Calabasas, Califórnia. O casal vendeu a casa em 2010 e confirmou publicamente que se separaram antes de setembro de 2011. Eles finalmente se divorciaram em 2011.
Desde 2012, Bell mora com a colega cientologista, fotógrafa e organizadora de festas Brooke Daniells, junto com seus filhos, em Los Angeles. Em 2014, Bell pagou 2,05 milhões de dólares americanos por uma casa de fazenda térrea em um lote de 1,2 acre (0,486 ha) no condomínio fechado de Hidden Hills, nos subúrbios a oeste de Los Angeles. Mais tarde, ela se mudou para Clearwater Beach, Flórida.

### Cientologia
Bell foi criada como católica romana e frequentou uma escola católica só para meninas (Our Lady of Corvallis High School em Los Angeles). Ela é uma cientologista praticante. Bell atestou ter atingido o estado de Clear da Cientologia. Ela apoiou o Projeto de Educação e Alfabetização de Hollywood da Cientologia. Em dezembro de 2005, Bell ajudou a promover a inauguração de gala do museu "Psiquiatria: Uma Indústria da Morte" da Comissão de Cidadãos para os Direitos Humanos (um grupo apoiado pela Cientologia). Em fevereiro de 2006, Bell apareceu em um videoclipe da Cientologia chamado "United".

## Filmografia

### Cinema
| Ano  | Título                          | Papel                          | Notas    |
| ---- | ------------------------------- | ------------------------------ | -------- |
| 1993 | Mother of the Bride             | Chastity                       |          |
| 1994 | Men of War                      | Grace Lashield                 |          |
| 1995 | Alien Nation: Body and Soul     | —                              |          |
| 1996 | Crash Line                      | Lisa Stark                     |          |
| 1998 | Black Thunder                   | Lisa                           |          |
| 1998 | Cab to Canadá                   | Sandy                          |          |
| 1999 | The Time Shifters               | Elizabeth Wintern              |          |
| 2003 | Bruce Almighty                  | Susan Ortega                   |          |
| 2005 | Babak & Friends: A First Norooz | Layla (voz)                    | Dublagem |
| 2005 | Sci Fi Inside: The Triangle     | Emilly Patterson               |          |
| 2006 | Company Town                    | Maggie Shaunessy               |          |
| 2007 | Still Small Voices              | Michael Summer                 |          |
| 2007 | Evan Almighty                   | Susan Ortega                   |          |
| 2008 | The Good Witch                  | Cassandra "Cassie" Nightingale |          |
| 2009 | The Good Witch's Garden         | Cassandra "Cassie" Nightingale |          |
| 2010 | The Good Witch's Gift           | Cassandra "Cassie" Nightingale |          |
| 2011 | Last Man Standing               | Abby Collins                   |          |
| 2011 | The Good Witch's Family         | Cassandra "Cassie" Nightingale |          |
| 2011 | Good Morning, Killer            | Ana Grey                       |          |
| 2012 | The Good Witch's Charm          | Cassandra "Cassie" Nightingale |          |
| 2013 | The Good Witch's Destiny        | Cassandra "Cassie" Nightingale |          |
| 2014 | The Good Witch's Wonder         | Cassandra "Cassie" Nightingale |          |
| 2016 | The Bandit Honder               | Joanne                         |          |
| 2016 | The Do-Over                     | Dawn                           |          |
| 2017 | Home for Christmas              | Jane McKendrick                |          |
| 2017 | High-Rise Rescue                | Beth Davis                     |          |
| 2017 | 12 Days                         | Lydia                          |          |
| 2018 | A Summer to Remember            | Jessica Martin                 |          |

### Televisão
| Ano       | Título                            | Papel                          | Notas                                                          |
| --------- | --------------------------------- | ------------------------------ | -------------------------------------------------------------- |
| 1991      | True Colors                       | Donna                          | Episódio: "Brotherly Love"                                     |
| 1994      | Dream On                          | Kay Meadows                    | Episódio: "Those Who Can't, Edit"                              |
| 1995      | Vanishing Son                     | Rachel/Kelly                   | Episódios: "Long Ago and Far Away e Miracle Under 34th Street" |
| 1995      | The Naked Truth                   | —                              | Episódio: "Comet Nails Star and Vice Versa!"                   |
| 1995      | Friends                           | Robin                          | Episódio: "Aquele do Bebê no Ônibus"                           |
| 1996-05   | JAG                               | Sarah MacKenzie                | 205 Episódios                                                  |
| 1996      | Hot Line                          | Cat                            | Episódio: "The Brunch Club"                                    |
| 1997      | Hercules: The Legendary Journeys  | Cynea                          | Episódio: "The Lady and the Dragon"                            |
| 1998      | Sin City Spetacular               | —                              | Episódio: 1-16                                                 |
| 2003      | Waking the Dead                   | Sam James                      | Episódio: "Final Cut: Part 2"                                  |
| 2005      | The Triangle                      | Emilly Patterson               | Episódios: "1-1, 1-2 e 1-3"                                    |
| 2005      | Threshold                         | Daphne Larson                  | Episódio: "Outbreak"                                           |
| 2006      | Law & Order: Special Victims Unit | Naomi Chesales                 | Episódio: "Choreographed"                                      |
| 2007-2013 | Army Wives                        | Denise Sherwood                | 117 Episódios                                                  |
| 2013      | King & Maxwell                    | Joan Dillinger                 | Episódios: "Pandora's Box e King's Ransom"                     |
| 2015-2021 | Good Witch                        | Cassandra "Cassie" Nightingale | Elenco principal                                               |
| 2019      | NCIS: Los Angeles                 | Sarah MacKenzie                | Participação especial                                          |